# Željko Franulović
Željko Franulović (Split, Iugoslàvia, 13 de juny de 1947) és una extennista croat que va competir per Iugoslàvia. Després de la seva retirada es va mantenir lligat al món del tennis en diversos àmbits, fou capità de l'equip croat de Copa Davis, vicepresident de l'ATP, i director de diversos torneigs, especialment de Montecarlo.
Va disputar la final del Roland Garros l'any 1970 però no va poder superar el txecoslovac Jan Kodeš.

## Biografia
Franulović va néixer a l'illa de Korčula, fill d'Ivo i Katica, però abans de fer el primer any es van traslladar a Split, on va créixer.

## Torneigs de Grand Slam

### Individual: 1 (0−1)
| Resultat  | Núm. | Any  | Torneig       | Oponents en la final | Resultat      |
| --------- | ---- | ---- | ------------- | -------------------- | ------------- |
| Finalista | 1.   | 1970 | Roland Garros | Jan Kodeš            | 2−6, 4−6, 0−6 |

## Palmarès: 17 (10−7)

### Individual: 16 (10−6)
| Llegenda (pre/post 2009)                                 |
| -------------------------------------------------------- |
| Grand Slams (0−1)                                        |
| Tennis Masters Cup / ATP Finals (0−0)                    |
| ATP Masters Series / ATP World Tour Masters 1000 (1−0)   |
| ATP International Series Gold / ATP World Tour 500 (0−0) |
| ATP International Series / ATP World Tour 250 (9−5)      |

| Títols per superfície |
| --------------------- |
| Dura (0−1)            |
| Gespa (0−0)           |
| Terra batuda (7−5)    |
| Moqueta (1−0)         |

| Resultat  | Núm. | Data                   | Torneig                    | Superfície   | Oponent en la final | Marcador                |
| --------- | ---- | ---------------------- | -------------------------- | ------------ | ------------------- | ----------------------- |
| Guanyador | 1.   | 1969                   | River Oaks, Estats Units   |              | Rafael Osuna        | 7−5, 6−3, 6−2           |
| Finalista | 1.   | 12 de maig de 1969     | Brussel·les, Bèlgica       | Terra batuda | Tom Okker           | 4−6, 6−1, 2−6, 2−6      |
| Guanyador | 2.   | 21 de juliol de 1969   | Indianapolis, Estats Units | Terra batuda | Arthur Ashe         | 8−6, 6−3, 6−4           |
| Finalista | 2.   | 10 de novembre de 1969 | Buenos Aires, Argentina    | Terra batuda | François Jauffret   | 6−3, 2−6, 4−6, 3−6      |
| Guanyador | 3.   | 13 d'abril de 1970     | Montecarlo, Mònaco         | Terra batuda | Manuel Orantes      | 6−4, 6−4, 6−3           |
| Finalista | 3.   | 26 de maig de 1970     | Roland Garros, França      | Terra batuda | Jan Kodeš           | 2−6, 4−6, 0−6           |
| Guanyador | 4.   | 10 d'agost de 1970     | Kitzbühel, Àustria         | Terra batuda | John Alexander      | 6−4, 9−7, 6−4           |
| Guanyador | 5.   | 9 de novembre de 1970  | Buenos Aires               | Terra batuda | Manuel Orantes      | 6−4, 6−2, 6−0           |
| Guanyador | 6.   | 15 de febrer de 1971   | Nova York, Estats Units    |              | Clark Graebner      | 6−2, 5−7, 6−4, 7−5      |
| Guanyador | 7.   | 1 de març de 1971      | Macon, Estats Units        | Moqueta (i)  | Ilie Năstase        | 6−4, 7−5, 5−7, 3−6, 7−6 |
| Finalista | 4.   | 24 de maig de 1971     | Bournemouth, Regne Unit    | Terra batuda | Gerald Battrick     | 3−6, 2−6, 7−5, 0−6      |
| Finalista | 5.   | 24 de juliol de 1971   | Tanglewood, Estats Units   | Dura         | Jaime Fillol        | 6−4, 4−6, 6−7           |
| Guanyador | 8.   | 16 d'agost de 1971     | Indianapolis (2)           | Terra batuda | Cliff Richey        | 6−3, 6−4, 0−6, 6−3      |
| Guanyador | 9.   | 29 de novembre de 1971 | Buenos Aires (2)           | Terra batuda | Ilie Năstase        | 6−3, 7−6, 6−1           |
| Finalista | 6.   | 21 de juliol de 1975   | Hilversum, Països Baixos   | Terra batuda | Guillermo Vilas     | 4−6, 7−6, 2−6, 3−6      |
| Guanyador | 10.  | 25 d'abril de 1977     | Múnic, Alemanya Occidental | Terra batuda | Víctor Pecci        | 6−1, 6−1, 6−7, 7−5      |

### Dobles: 14 (7−7)
| Llegenda (pre/post 2009)                                 |
| -------------------------------------------------------- |
| Grand Slams (0−0)                                        |
| Tennis Masters Cup / ATP Finals (0−0)                    |
| ATP Masters Series / ATP World Tour Masters 1000 (0−0)   |
| ATP International Series Gold / ATP World Tour 500 (0−0) |
| ATP International Series / ATP World Tour 250 (7−7)      |

| Títols per superfície |
| --------------------- |
| Dura (0−0)            |
| Gespa (0−0)           |
| Terra batuda (6−6)    |
| Moqueta (1−1)         |

| Resultat  | Núm. | Data                   | Torneig                     | Superfície   | Parella           | Oponents en la final               | Marcador                |
| --------- | ---- | ---------------------- | --------------------------- | ------------ | ----------------- | ---------------------------------- | ----------------------- |
| Finalista | 1.   | 13 de juliol de 1970   | Båstad, Suècia              | Terra batuda | Jan Kodeš         | Dick Crealy Allan Stone            | 2−6, 6−2, 10−12         |
| Finalista | 2.   | 10 d'agost de 1970     | Kitzbühel, Àustria          | Terra batuda | Jan Kodeš         | John Alexander Phil Dent           | 8−10, 2−6, 4−6          |
| Finalista | 3.   | 9 de novembre de 1970  | Buenos Aires, Argentina     | Terra batuda | Jan Kodeš         | Robert Carmichael Ray Ruffels      | 5−7, 2−6, 7−5, 7−6, 3−6 |
| Finalista | 4.   | 1 de març de 1971      | Macon, Estats Units         | Moqueta (i)  | Jan Kodeš         | Clark Graebner Thomaz Koch         | 3−6, 6−7                |
| Guanyador | 1.   | 16 d'agost de 1971     | Indianapolis, Estats Units  | Terra batuda | Jan Kodeš         | Clark Graebner Erik van Dillen     | 7−6, 5−7, 6−3           |
| Guanyador | 2.   | 25 d'octubre de 1971   | Barcelona, Espanya          | Terra batuda | Joan Gisbert      | Cliff Drysdale Andreu Gimeno       | 7−6, 6−2, 7−6           |
| Guanyador | 3.   | 29 de novembre de 1971 | Buenos Aires                | Terra batuda | Ilie Năstase      | Patricio Cornejo Jaime Fillol      | 6−4, 6−4                |
| Guanyador | 4.   | 10 de març de 1974     | Hampton, Estats Units       | Moqueta (i)  | Nikola Pilić      | Pat Cramer Mike Estep              | 4−6, 7−5, 6−1           |
| Finalista | 5.   | 21 de juliol de 1975   | Hilversum, Països Baixos    | Terra batuda | John Lloyd        | Wojtek Fibak Guillermo Vilas       | 2−6, 6−4, 1−6           |
| Finalista | 6.   | 25 de juny de 1978     | Berlín, Alemanya Occidental | Terra batuda | Hans Gildemeister | Colin Dowdeswell Jürgen Fassbender | 3−6, 4−6                |
| Finalista | 7.   | 30 d'octubre de 1978   | Tòquio, Japó                | Terra batuda | Buster Mottram    | Ross Case Geoff Masters            | 2−6, 6−4, 1−6           |
| Guanyador | 5.   | 9 de novembre de 1978  | Barcelona (2)               | Terra batuda | Hans Gildemeister | Jean-Louis Haillet Gilles Moretton | 6−1, 6−4                |
| Guanyador | 6.   | 23 de juliol de 1979   | Kitzbühel                   | Terra batuda | Heinz Günthardt   | Dick Crealy Antonio Zugarelli      | 6−2, 6−4                |
| Guanyador | 7.   | 22 de setembre de 1980 | Ginebra, Suïssa             | Terra batuda | Balázs Taróczy    | Heinz Günthardt Markus Günthardt   | 6−4, 4−6, 6−4           |

## Trajectòria

### Individual
| Open d'Austràlia | A  | A  | A  | A  | A  | A  | A  | A  | A  | A  | A  | A  | A  | A  | A  | A  | A  | A | A  | 0 / 0  |
| Roland Garros | 1R | 1R | 4R | QF | F  | SF | 2R | 2R | 3R | 3R | A  | 1R | 1R | 2R | 1R | 1R | 1R | A | 1R | 0 / 16 |
| Wimbledon | A  | 1R | A  | 2R | 3R | 2R | A  | A  | A  | A  | 2R | A  | A  | A  | A  | A  | A  | A | A  | 0 / 5  |
| US Open | A  | A  | 1R | 1R | A  | 2R | A  | A  | A  | 3R | 3R | 3R | 3R | A  | A  | A  | A  | A | A  | 0 / 6  |
| Llegenda: G: Guanyador; F: Finalista; SF: Semifinalista; QF: Quarts de final; Q: Qualificació; A: Absent; RR: Round Robin; |    |    |    |    |    |    |    |    |    |    |    |    |    |    |    |    |    |   |    |        |

### Dobles
| Open d'Austràlia | A  | A  | A  | A  | A | A | A  | A  | A  | A  | A  | A | A  | A  | A  | A  | 0 / 0  |
| Roland Garros | 2R | 3R | QF | 4R | A | A | 4R | 2R | 4R | 4R | 4R | A | 2R | 2R | 2R | 1R | 0 / 12 |
| Wimbledon | A  | 1R | 1R | QF | A | A | A  | A  | 2R | A  | A  | A | A  | A  | A  | A  | 0 / 4  |
| US Open | 2R | 1R | A  | 1R | A | A | A  | A  | A  | A  | A  | A | A  | A  | A  | A  | 0 / 3  |
| Llegenda: G: Guanyador; F: Finalista; SF: Semifinalista; QF: Quarts de final; Q: Qualificació; A: Absent; RR: Round Robin; |    |    |    |    |   |   |    |    |    |    |    |   |    |    |    |    |        |